# Maximumsnorm
Die Maximumsnorm, Maximumnorm oder Tschebyschew-Norm ist eine spezielle Norm für Funktionen beziehungsweise für Vektoren oder Matrizen. Sie ist ein Spezialfall der Supremumsnorm.

## Definition
Sei {\displaystyle B} ein kompakter Raum und {\displaystyle C(B)} die Menge aller auf {\displaystyle B} reell- oder komplexwertigen stetigen Funktionen. Dann heißt die Funktion {\displaystyle \|\cdot \|_{\max }\colon C(B)\to \mathbb {R} }, die durch
{\displaystyle \|f\|_{\max }:=\max _{t\in B}|f(t)|}
definiert ist, Maximumsnorm. Die Funktion wird auch mit {\displaystyle \|\cdot \|_{\infty }} bezeichnet und erfüllt die drei charakteristischen Eigenschaften einer Norm. Wohldefiniert ist die Maximumsnorm aufgrund des Satzes vom Minimum und Maximum, der die Existenz des Maximums sichert.

## Eigenschaften
- Die Menge der stetigen Funktionen auf einer kompakten Menge {\displaystyle C(B)} ist mit der Maximumsnorm ein vollständiger normierter Raum.[3]

- Zusammen mit dem Produkt {\displaystyle (fg)(x):=f(x)g(x)} ist der normierte Raum {\displaystyle (C(B),\|\cdot \|_{\text{max}})} eine kommutative Banachalgebra.[3]

## Spezialfälle
Ein wichtiger Spezialfall ist die Maximumsnorm für Vektoren {\displaystyle x\in K^{n}}, wobei {\displaystyle K\in \{\mathbb {R} ,\mathbb {C} \}}. Wählt man {\displaystyle B=\{1,\ldots ,n\}} und stattet die Menge mit der diskreten Topologie aus, dann ist {\displaystyle B} ein kompakter Raum und jede reell- oder komplexwertige Funktion auf {\displaystyle B} ist stetig. Somit entspricht der Raum {\displaystyle C(\{1,\ldots ,n\})} dem {\displaystyle n}-dimensionalen Vektorraum {\displaystyle K^{n}} und die Maximumsnorm auf Vektoren ist ein Spezialfall der Maximumsnorm für stetige Funktionen auf kompakten Mengen. Sieht man eine Matrix {\displaystyle A\in K^{m\times n}} als entsprechend langen Vektor im {\displaystyle K^{m\cdot n}} an, ist es auch möglich, die Maximumsnorm auf Matrizen zu definieren.

### Als Vektornorm
Für einen Vektor {\displaystyle x=(x_{1},\ldots ,x_{n})\in K^{n}} nennt man
{\displaystyle \|x\|_{\max }:=\max(|x_{1}|,\ldots ,|x_{n}|)}
die Maximumsnorm von {\displaystyle x}.
Die Maximumsnorm kann auch als Grenzfall der p-Normen {\displaystyle \textstyle \|x\|_{p}:=(\sum _{i=1}^{n}|x_{i}|^{p})^{1/p}} aufgefasst werden. Lässt man {\displaystyle p} gegen unendlich laufen, so erhält man aus der p-Norm die Maximumsnorm. Aus diesem Grund wird die Maximumsnorm für Vektoren auch als {\displaystyle \infty }-Norm (Unendlich-Norm) bezeichnet.
Die Kugeln bezüglich der Maximumsnorm sind gerade die {\displaystyle n}-dimensionalen Würfel, deren Kanten alle parallel zu den Koordinatenachsen verlaufen.

Die Extremalpunkte einer solchen abgeschlossenen „Kugel“ sind gerade die Eckpunkte dieses Würfels. Die Menge dieser Punkte ist (für {\displaystyle n>1}) eine echte Teilmenge des Randes des Würfels, der aus allen Rand-(Hyper-)Flächen des Würfels besteht. {\displaystyle K^{n}} mit der Maximumsnorm ist für {\displaystyle n>1} also ein nicht strikt konvexer Raum. Trotzdem ist die Maximumsnorm äquivalent zur Euklidischen Norm, durch die {\displaystyle K^{n}} strikt konvex wird.

### Als Matrixnorm
Analog zur Vektornorm hat die Maximumsnorm für Matrizen {\displaystyle A=(a_{ij})_{i,j}\in K^{m\times n}} die Darstellung
{\displaystyle \|A\|_{\max }:=\max _{{i=1,\ldots ,m} \atop {j=1,\ldots ,n}}|a_{ij}|}.
Diese Norm ist jedoch nicht submultiplikativ, daher wird im Zusammenhang mit Matrizen statt dieser Norm oftmals die submultiplikative  Gesamtnorm {\displaystyle \textstyle \|A\|_{G}:={\sqrt {mn}}\cdot \max _{{i=1,\ldots ,m} \atop {j=1,\ldots ,n}}|a_{ij}|} verwendet.

## Beispiele
Spaltenvektor
Für den Spaltenvektor {\displaystyle (-5,7,4,-9)^{T}} gilt
{\displaystyle \left\|{\begin{pmatrix}-5\\7\\4\\-9\end{pmatrix}}\right\|_{\max }=\max(|-5|,|7|,|4|,|-9|)=9\,.}
Die Maximumsnorm von {\displaystyle (-5,7,4,-9)^{T}} ist also 9.
Funktion
Für die gebrochenrationale Funktion {\displaystyle f\colon [-2,2]\to \mathbb {R} } definiert durch {\displaystyle f(x)=1000(x^{2}-6)/(x^{3}-6000)} gilt
{\displaystyle \|f\|_{\max }=\max _{x\in [-2,2]}\left(1000\left|{\frac {x^{2}-6}{x^{3}-6000}}\right|\right)=1\,.}
Dies kann durch zweifache Ableitung und Bestimmung der Extremwerte gezeigt werden. Die Maximumsnorm der Funktion {\displaystyle f} auf dem Intervall {\displaystyle [-2,2]} ist also 1.

## Supremumsnorm
Im Gegensatz zur Maximumsnorm wird die Supremumsnorm {\displaystyle \textstyle \|f\|_{\sup }:=\sup _{t\in X}|f(t)|} nicht für stetige, sondern für beschränkte Funktionen {\displaystyle f} definiert. In diesem Fall ist es nicht notwendig, dass {\displaystyle X} kompakt ist; {\displaystyle X} kann eine beliebige Menge sein. Da stetige Funktionen auf kompakten Räumen beschränkt sind, ist die Maximumsnorm ein Spezialfall der Supremumsnorm.

## Veranschaulichung
Anschaulich gesprochen ist der aus der Maximumsnorm abgeleitete Abstand immer dann relevant, wenn man sich in einem mehrdimensionalen Raum in alle Dimensionen gleichzeitig und unabhängig voneinander gleich schnell bewegen kann.
Als einfaches Beispiel hierfür kann die Bewegung eines Königs auf einem Schachbrett dienen: Gemäß den Regeln kann sich der König in einem Zug auf eine benachbarte Linie oder eine benachbarte Reihe bewegen, wobei beides kombiniert werden kann (Diagonalzug). Um nun zu bestimmen, wie viele Züge ein König minimal benötigt, um von einem Feld auf ein anderes zu gelangen, muss man das Maximum der durchzuführenden Reihenwechsel und der durchzuführenden Linienwechsel bestimmen. Repräsentiert man also ein Feld durch ein geordnetes Paar der Zahlen 1, …, 8, so benötigt man vom Feld {\displaystyle (a,b)} zum Feld {\displaystyle (x,y)} gerade
{\displaystyle \max(|a-x|,|b-y|)=\|(a,b)-(x,y)\|_{\max }} Züge.
Beispiel: Die Felder b8 und f3 des Schachbretts werden in dieser Notation durch die Paare {\displaystyle (2,8)} und {\displaystyle (6,3)} dargestellt. Ein König benötigt also {\displaystyle \|(2,8)-(6,3)\|_{\max }=5} Züge, um von einem Feld zum anderen zu gelangen. Dabei wurde nicht berücksichtigt, dass der Weg durch eigene oder gegnerische Figuren versperrt sein kann. 
Allgemeiner kann die Maximumsnorm benutzt werden, um zu bestimmen, wie schnell man sich in einem zwei- oder dreidimensionalen Raum bewegen kann, wenn angenommen wird, dass die Bewegungen in {\displaystyle x}-, {\displaystyle y}- (und {\displaystyle z}-)Richtung unabhängig, gleichzeitig und mit gleicher Geschwindigkeit erfolgen.
Noch allgemeiner kann man ein System betrachten, dessen Zustand durch {\displaystyle n} unabhängige Parameter bestimmt wird. An allen Parametern können gleichzeitig und ohne gegenseitige Beeinflussung Änderungen vorgenommen werden. Dann „misst“ die Maximumsnorm in {\displaystyle \mathbb {R} ^{n}} die Zeit, die man benötigt, um das System von einem Zustand in einen anderen zu überführen. Voraussetzung hierfür ist allerdings, dass man die Parameter so normiert hat, dass gleiche Abstände zwischen den Werten auch gleichen Änderungszeiten entsprechen. Andernfalls müsste man eine gewichtete Version der Maximumsnorm verwenden, die die unterschiedlichen Änderungsgeschwindigkeiten der Parameter berücksichtigt.